# Jacques de Lacretelle
Pour les articles homonymes, voir Lacretelle.
Jacques de Lacretelle, né le 14 juillet 1888 au château de Cormatin à Cormatin (Saône-et-Loire) et mort le 2 janvier 1985 à Paris, est un écrivain et académicien français. Il est le petit-fils de Pierre-Henri de Lacretelle et l'arrière-petit-fils de Jean-Charles de Lacretelle. Il est le mari de Yolande Jacobé de Naurois (1912-1991), traductrice, épousée en 1933.

## Biographie
Avec son père Amaury de Lacretelle, consul général, Jacques de Lacretelle passe son enfance à Salonique, Alexandrie et Florence mais après la mort de celui-ci alors qu'il est âgé de dix ans, il est élevé par son grand-père Pierre-Henri de Lacretelle. Après avoir fait des études au lycée Janson-de-Sailly avec, pour professeur, le jeune agrégé André Bellessort, il les poursuit à l'université de Cambridge, qui joue un grand rôle dans sa vocation littéraire.
Pendant la Première Guerre mondiale, il ne peut rester sur le front pour des raisons de santé et se consacre alors à la littérature. Ami de Marcel Proust, André Gide, Anatole France, Jacques Rivière, il commence sa carrière littéraire en 1920 en faisant publier La Vie inquiète de Jean Hermelin, à l'âge de 32 ans. Il habite le parc de Maisons-Laffitte en 1921. Il y restera de juin à octobre au 2 avenue La Fayette dans Le Pavillon des Charmes. Une plaque en marbre rappelle ce lieu aux promeneurs. Il publie Silbermann en 1922 aux éditions Gallimard, qui obtient le prix Femina et sera traduit en dix langues.
En 1929, il obtient le Grand prix du roman de l'Académie française pour L'amour nuptial et, de 1932 à 1935, il écrit Les Hauts-Ponts en quatre volumes, qui décrit la décadence d'une famille sur trois générations.
Il a fait partie de la rédaction du journal des Croix-de-Feu, Le Flambeau ; il était membre du Parti social français.
Il est élu le 12 novembre 1936 à l'Académie française (le même jour que l'amiral Lacaze et le futur cardinal Grente), devenant ainsi le troisième académicien de sa famille. Il y restera pendant plus de quarante-huit ans et en deviendra le doyen d'élection dans les quinze dernières années de sa vie, à partir de la mort de François Mauriac en 1970.
Il fut membre du Comité de direction de l'Association du Foyer de l’abbaye de Royaumont.
En outre, il joua un rôle prépondérant lors de la renaissance du Figaro, à la Libération. Après avoir été l'un des cinq membres de l'équipe Brisson, il fut administrateur de la société fermière du Figaro de 1950 à 1969, et président-directeur général, du Figaro littéraire et de la S. A. Le Figaro.
D'un naturel pessimiste, l'auteur écrit sans se soucier des conventions, notamment dans son roman La Bonifas (homosexualité féminine) et dans son chef-d'œuvre Silbermann , récit d'une amitié entre un lycéen protestant et un autre élève, juif, particulièrement brillant et orgueilleux, mais soumis à de croissantes brimades.
Sans évidemment être soupçonnable d'antisémitisme, théorie que son roman réfute activement en maints endroits, Lacretelle semble parfois sensible aux théories pseudo-ethnologiques de Gobineau, auxquelles il fait référence avec quelque distance dans un récit de voyage : « Que ce copieux métissage ait abouti à un avorton contrefait et prompt à l'imitation autant qu'un singe, voilà qui eût enchanté Gobineau » (Le Demi-Dieu ou le voyage de Grèce, Paris, Grasset, 1930, I, p. 18). On y trouve également d'autres passages sur l'Italie fasciste.
Il réside à Paris au 49 rue Vineuse à Passy-Trocadéro. Entre 1955 et 1985, il possède le château de Brécy. En 1973, il devient propriétaire du château d'Ô, dans l'Orne, avec son épouse, née Yolande Jacobé de Naurois (1912-1991 ; épousée le 6 avril 1933), descendante de Jean Racine et de Claude-Louis, cousine germaine de René de Naurois, traductrice, présidente des VMF en 1979-1986. Leur fille, Anne de Lacretelle, est la présidente-fondatrice du prix Sévigné (1996).

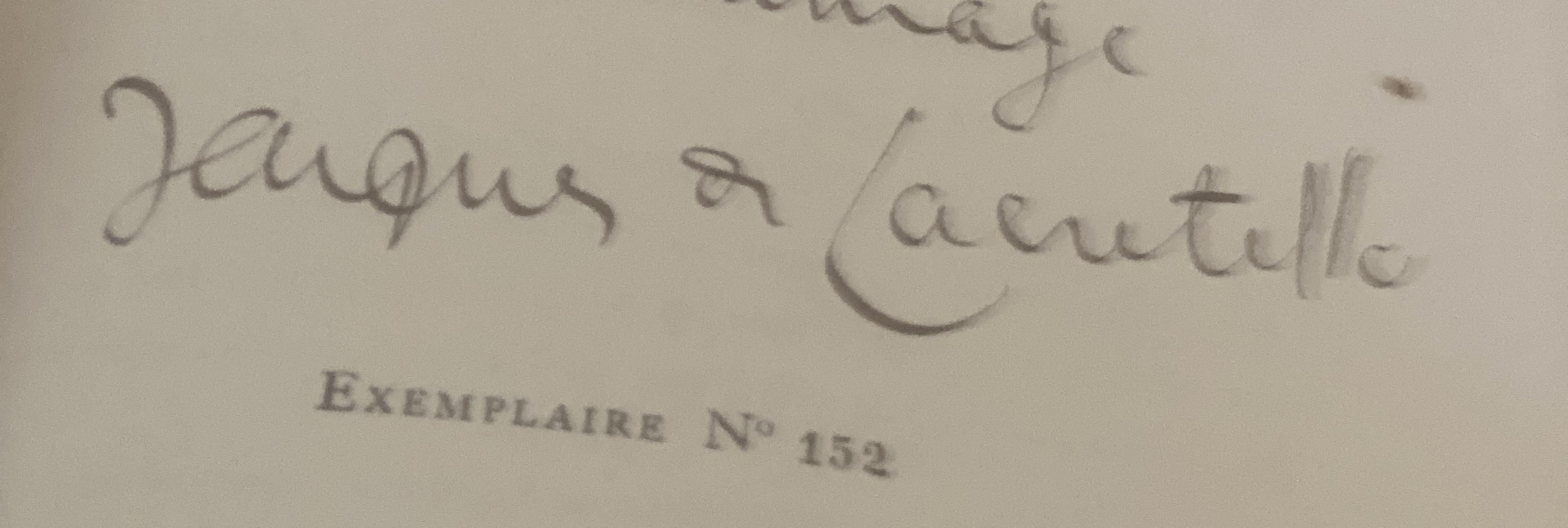
Signature de Jacques de Lacretelle.

## Œuvres
- 1920 : La Vie inquiète de Jean Hermelin (Grasset), prix Dodo de l'Académie française (1921)
- 1922 : Silbermann (Gallimard) - Prix Femina
- 1923 : La mort d'Hippolyte
- 1925 : La Bonifas (Gallimard)
- 1925 : Mélanges sur l'amour et les livres, terminés par un envoi (Gallimard)
- 1926 : Trébuchet. Mort de la jalousie (La Lampe d'Aladin)
- 1926 : Lettres espagnoles (Gallimard)
- 1926 : Quatre études sur Gobineau (La Lampe d'Aladin)
- 1927 : Aparté. Colère. Journal de colère. Dix jours à Ermenonville (Gallimard)
- 1927 : Aperçus (Marcelle Lesage)
- 1927 : Rêveries romantiques. Dix jours à Ermenonville. Le rêveur parisien (Stendhal)
- 1927 : Virginie, ou les manies (Champion (Édouard))
- 1927 : Le Christ aux bras étroits (Eos)
- 1927 : Le Cachemire écarlate (Libraire Tremois)
- 1928 : D'une colline. Quatre jours à Bayreuth (Les Cahiers Libres)
- 1928 : L'Âme cachée, nouvelles, (Gallimard)
- 1928 : Quatre nouvelles italiennes (Lemarget)
- 1928 : Album napolitain (Hazan)
- 1928 : Études (Librairie Picard)
- 1929 : Histoire de Paola Ferrani (Flammarion)
- 1929 : Le Retour de Silbermann (Gallimard)
- 1929 : Amour nuptial (Gallimard) — Grand prix du roman de l'Académie française
- 1930 : À la rencontre de France (Trémois)
- 1930 : Le Demi-dieu ou le Voyage en Grèce (Grasset)
- 1930 : Pressentiments (Les Quatre Chemins)
- 1931 : Luce, ou l'enfance d'une courtisane (Trémois)
- 1932 : Les Hauts Ponts. I. Sabine (Gallimard)
- 1933 : Les Hauts Ponts. II. Les fiançailles (Gallimard)
- 1934 : Les aveux étudiés (Gallimard)
- 1935 : Les Hauts Ponts. III. Années d'espérance (Gallimard)
- 1935 : Les Hauts Ponts. IV. La monnaie de plomb (Gallimard)
- 1936 : L'Écrivain public (Gallimard)
- 1936 : Qui est La Roque ? (Flammarion)
- 1936 : Discours de réception à l'Académie Française
- 1937 : Haute-Plainte, traduction avec son épouse Yolande, du roman anglais d'Emily Brontë dont le titre en langue originale est Wuthering Heights. On le trouve aussi traduit en français sous les titres Les Hauts de Hurlevent, Les Hauts des Tempêtes, Hurlemont
- 1938 : Morceaux choisis (Gallimard)
- 1939 : Croisières en eaux troubles, carnets de voyage (Gallimard)
- 1940 : Le Canada entre en guerre. Choses vues (Flammarion)
- 1941 : L'Heure qui change (Le Milieu du monde)
- 1945 : Libérations (Brentano's)
- 1946 : Idées dans un chapeau (Le Rocher)
- 1946 : Le Pour et le Contre (Le Milieu du monde)
- 1949 : La Vie privée de Jean Racine
- 1950 : Sarn, traduction avec Madeleine T.Gueritte du roman anglais de Mary Webb (Éditions Terres latines)
- 1953 : Une visite en été, pièce en quatre actes (Gallimard)
- 1953 : Deux cœurs simples (Gallimard)
- 1958 : Paris. Présentation de Jacques de Lacretelle. Photos de Jacques Boulas (Hachette)
- 1959 : Les Maîtres et les Amis. Études et souvenirs littéraires (Wesmael-Charlier)
- 1959 : Le Tiroir secret (Wesmael-Charlier)
- 1959 : Jean-Pierre Capron, avec Raymond Cogniat (Les Cahiers de la peinture)
- 1963 : La Galerie des amants, Anthologie de lettres d'amour (I) (Librairie académique Perrin)
- 1964 : L'Amour sur la place, Anthologie de lettres d'amour (II) (Librairie académique Perrin)
- 1964 : Portraits d'hier et figures d'aujourd'hui (Librairie académique Perrin)
- 1974 : Journal de bord (Grasset)
- 1977 : Les vivants et leur ombre (Grasset)
- 1981 : Quand le destin nous mène (Grasset)

## Distinctions
- Grand officier de la Légion d'honneur
- Commandeur de l'ordre des Arts et des Lettres

## Filmographie
- Son roman La Bonifas a été adapté, en 1968, à la télévision par Pierre Cardinal avec Alice Sapritch dans  le rôle-titre.